# Estante da Vida
Estante da Vida é o terceiro álbum de estúdio da cantora brasileira de rock cristão Heloisa Rosa, lançado em 2008 pela gravadora Graça Music. Assim como as obras anteriores, o disco possui influências do rock britânico associado à letras congregacionais. "Vaidade", "Estante da Vida" e "Há Tanto Tempo" foram as faixas de trabalho de Estante da Vida, que em 2009 já havia vendido mais de cinquenta mil cópias no Brasil.[carece de fontes?]
Sobre a obra, Heloisa Rosa declarou em uma entrevista: "Tem algumas coisas novas sim, mas é a nossa identidade, a equipe mesmo quem produziu este trabalho, que sempre consiste em coisas simples, bem feitas, mas eu sou muito suspeita pra falar, achei que está muito bom, muito lindo, bem criativo, ele pra mim está melhor que os anteriores, não desmerecendo os demais, mas o "Estante da Vida" está mais maduro."
Além dos músicos da artista, a gravação do trabalho reuniu vários músicos convidados em várias canções, incluindo a regravação de "Teu Fluir é Melhor", de Antônio Cirilo. As fotos do encarte foram captadas por Décio Figueiredo e o projeto gráfico foi produzido por Carlos André Gomes.
Estante da Vida recebeu aclamação da mídia especializada: Foi eleito o 22º melhor disco da década de 2000, de acordo com lista publicada pelo Super Gospel.

## Faixas
| N.º            | Título               | Compositor(es) | Duração |  |
| 1.             | "Estante da Vida"    | Heloisa Rosa   | 4:14    |  |
| 2.             | "Derramar"           | Heloisa Rosa   | 4:04    |  |
| 3.             | "Vaidade"            | Heloisa Rosa   | 4:25    |  |
| 4.             | "Meu Rei"            | Heloisa Rosa   | 4:30    |  |
| 5.             | "Me Deste a Vida"    | Marcus Grubert | 4:31    |  |
| 6.             | "Te Adorarei"        | Heloisa Rosa   | 4:28    |  |
| 7.             | "Paz"                | Heloisa Rosa   | 5:51    |  |
| 8.             | "Como um Vento"      | Marcus Grubert | 4:50    |  |
| 9.             | "Há Tanto Tempo"     | Heloisa Rosa   | 4:42    |  |
| 10.            | "Vejo Tua Glória"    | Heloisa Rosa   | 4:52    |  |
| 11.            | "Teu Fluir é Melhor" | Antônio Cirilo | 6:03    |  |
| 12.            | "Descanso"           | Heloisa Rosa   | 4:42    |  |
| Duração total: | Duração total:       | Duração total: | 56:30   |  |

## Ficha técnica
| Críticas profissionais | Críticas profissionais |
| Avaliações da crítica  | Avaliações da crítica  |
| Fonte                  | Avaliação              |
| ---------------------- | ---------------------- |
| O Propagador           | [ 5 ]                  |
| Super Gospel           | (favorável)            |

Banda
- Heloisa Rosa - Vocal
- Marcus Grubert - Guitarra
- Willian Douglas - Guitarra
- James Felipe - Teclado
- Filipe Marcello Raicoski - Baixo
- Rafael Pires - Bateria

Músicos convidados
- Carine Luup - Vocal em "Paz"
- Christel Epp Garcia - Violino
- Cony Epp Weinschutz - Viola e violoncelo
- Leandro Pacce - Bateria em "Te Adorarei"
- Robson Robão - Bateria

Equipe técnica
- Sander - Captura de áudio e mixagem
- Cris - Captura de áudio e mixagem
- Leandro - Captura de áudio e mixagem
- Idimilson - Captura de áudio e mixagem